# Fauvel AV-3
Dimensions

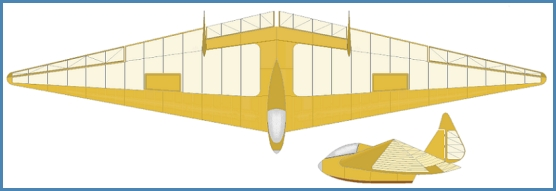
dessin de profil de couleur

Le Fauvel AV-3 (AV pour aile volante) est un planeur de formule aile volante construit en France au début des années 1930 en un seul exemplaire.

## Histoire
Après une maquette, l'AV-1 et un planeur motorisé l'AV-2 qui ne sera pas terminé à la suite de la faillite du constructeur Guerchais, Charles Fauvel étudie un planeur pur, toujours de formule aile volante, l'AV-3.
Le planeur fait ses premiers vols en 1933 à la Banne d'Ordanche. Éric Nessler fait partie des pilotes qui essaient le planeur et il est emballé (comme il le sera plus tard par l'AV-36).
Le planeur est détruit en 1936 par la pluie après que le toit du hangar de l'aérodrome du Pyla ou il était stocké pour l'hiver ait été emporté par une tempête.